# Pseudognaphalium luteoalbum
Pseudognaphalium luteoalbum es una especie de planta fanerógama de la familia de las asteráceas.

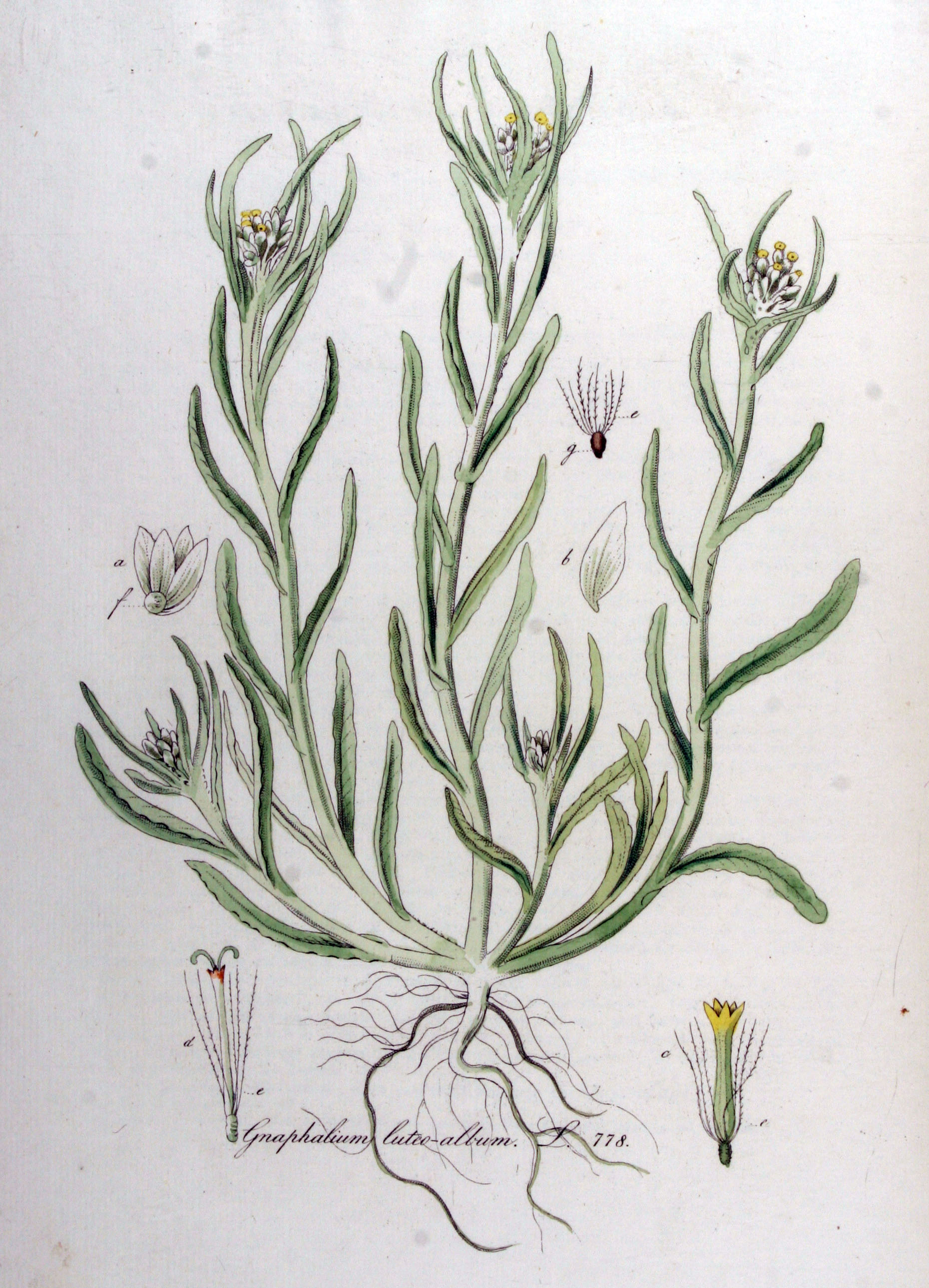
Ilustración

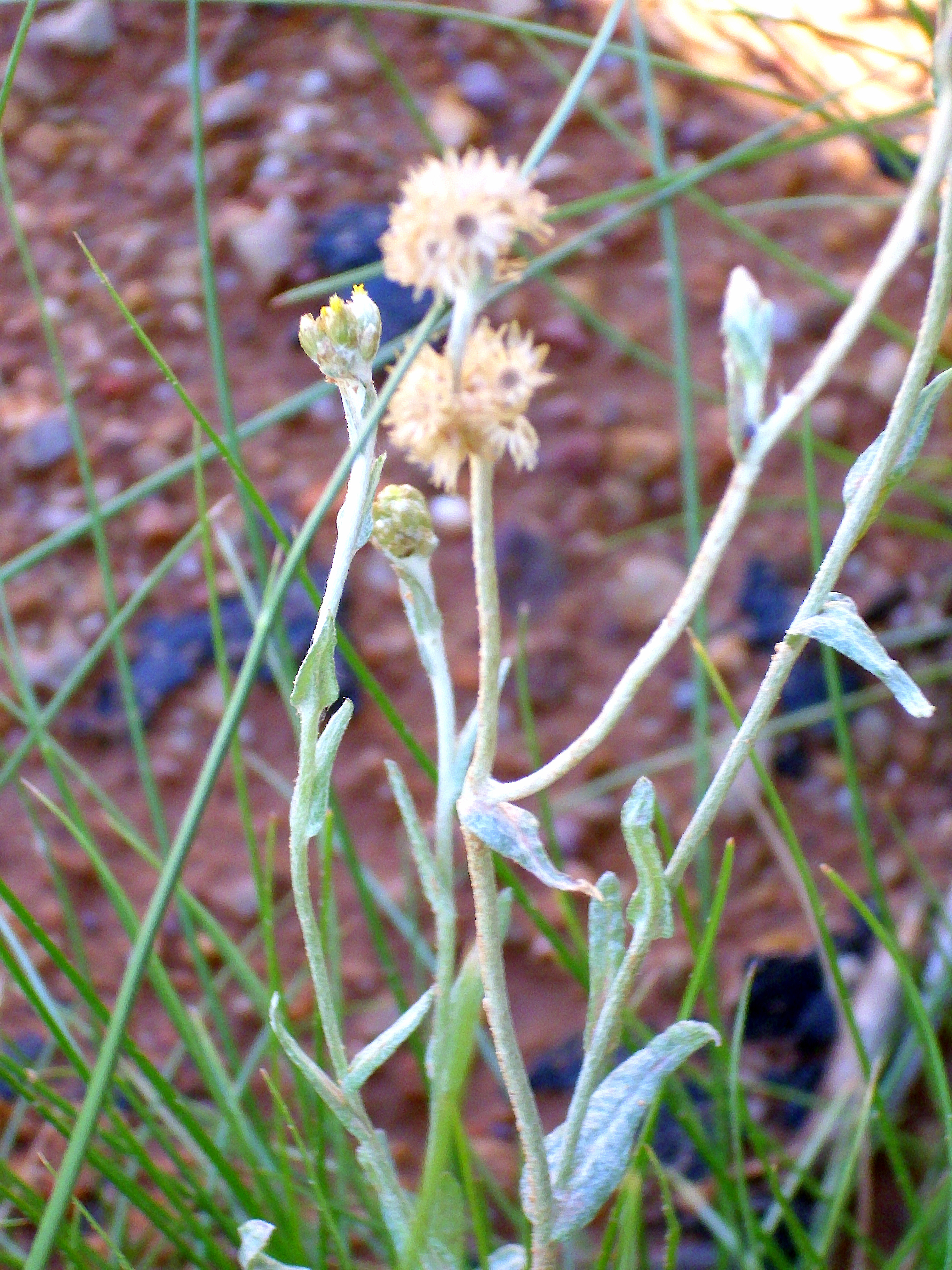
Vista de la planta

## Características generales
Tallos de hasta 70 cm, erectos o ascendentes, simples o ramificados. Hojas de 8-55 x 1-8 mm, con haz cano-tomentoso y envés densamente algodonoso. Glomérulos de 6-13 mm. Brácteas involucrales externas ovadas; las internas oblongo-lanceoladas. Flores amarillas, a menudo con ápice purpúreo; las filiformes de 1,5-2,7 mm; las flosculosas en número de 6-9, de 1,5-2,5 mm. Aquenios de 0,4-0,6 mm, pardos, con un vilano de 1,8-2,6 mm.
Florece borealmente de (enero) marzo a agosto (noviembre).

## Usos
Sus hojas son comestibles, tanto crudas como cocinadas.
Además tiene propiedades astringentes, diuréticas, febrífugas, hemostáticas, estomáticas, vulnerarias. La planta se usa en el tratamiento del cáncer de pecho en Bélgica.

## Sinonimia
Fue denominada como Pseudognaphalium luteoalbum (L.) por Olive Hilliard y Bill Burtt. Reales Jardines Botánicos de Edimburgo. Olive Hilliard fue encargada del herbario de la Universidad de Natal antes de su retiro. Ella y Bill Burtt trabajaron y publicaron sobre la flora de los montes de Drakensberg durante muchos años.

## Cultivo
Requiere un lugar soleado y un suelo bien drenado. El sembrado se realiza al final de la primavera.

## Taxonomía
Gnaphalium luteo-album fue descrita por Carlos Linneo y publicado en Journal of Botany, British and Foreign 66: 141. 1928.
Etimología
Pseudognaphalium: nombre genérico que denota su similitud con el género Gnaphalium que viene de la palabra griega "gnaphalon" y significa "mechón de lana" en alusión al aspecto lanudo de estas plantas.
luteoalbum: epíteto latino que significa "blanco-amarillo".

## Nombres comunes
- Castellano: algodonosa, borrosa, copa real de plata y oro, hierba del tomento, ropa limpia, yerba del tomiento, yerba del tomiento de Jarava.[7]